# Ocuilan
Ocuilan est une municipalité de l'État de Mexico, au Mexique. Elle couvre une superficie de 344,84 km2 et compte 34 485 habitants en 2015.